# سید ستار هاشمی
سید ستار هاشمی (زادهٔ ۱۵ آبان ۱۳۵۵) استاد دانشگاه و پژوهشگر حوزهٔ مهندسی کامپیوتر و فناوری اطلاعات است که از سال ۱۴۰۳ در دولت چهاردهم به عنوان وزیر ارتباطات و فناوری اطلاعات فعالیت می‌کند. وی عضو هیئت‌علمی دانشکدهٔ مهندسی برق و کامپیوتر دانشگاه شیراز با مرتبهٔ علمی استاد تمام است.

## تولد و تحصیلات
سید ستار هاشمی در سال ۱۳۵۵ در خانواده‌ای فرهنگی در شهر یاسوج از توابع استان کهگیلویه و بویراحمد به دنیا آمد. او در سال ۱۳۷۷ کارشناسی خود را در رشتهٔ مهندسی کامپیوتر با گرایش سخت‌افزار از دانشگاه صنعتی اصفهان به پایان رساند. هاشمی در سال ۱۳۸۰ موفق به کسب مدرک کارشناسی ارشد خود در رشتهٔ هوش مصنوعی از دانشگاه علم و صنعت ایران شد و در همان سال به دورهٔ دکتری این دانشگاه ورود پیدا کرد و در سال ۱۳۸۶ به صورت همزمان از دانشگاه علم و صنعت ایران و دانشگاه مانش استرالیا در رشتهٔ هوش مصنوعی فارغ‌التحصیل شد.

## دولت چهاردهم
هاشمی در تاریخ ۲۱ مرداد ۱۴۰۳ به عنوان وزیر پیشنهادی برای وزارت ارتباطات و فناوری اطلاعات در دولت چهاردهم به مجلس شورای اسلامی معرفی شد و با اخذ ۲۶۴ رای موافق، وزیر ارتباطات و فناوری اطلاعات دولت چهاردهم شد.

## سوابق و فعالیت‌ها

### مسئولیت‌های اجرایی
- معاون توسعه فناوری و خدمات الکترونیک ثبتی سازمان ثبت اسناد و املاک کشور از سال ۱۴۰۰
- رئیس هئیت‌مدیره شرکت خدمات ارتباطی ایرانسل از سال ۱۴۰۲
- معاون فناوری و نوآوری وزارت ارتباطات و فناوری اطلاعات از سال ۱۳۹۸ تا ۱۴۰۰
- معاون فناوری اطلاعات شرکت ارتباطات زیرساخت از سال ۱۳۹۶ تا ۱۳۹۸
- مدیرکل نوسازی و تحول اداری شرکت ارتباطات زیرساخت در سال ۱۳۹۶
- مدیر کل اداره کل ارتباطات و فناوری اطلاعات استان فارس از سال ۱۳۹۴ تا ۱۳۹۶
- رئیس دانشکده آموزش‌های الکترونیکی دانشگاه شیراز از سال ۱۳۹۲ تا ۱۳۹۴
- رئیس بخش کامپیوتر و فناوری اطلاعات دانشکده مهندسی برق و کامپیوتر از سال ۱۳۹۰ تا ۱۳۹۲

### فعالیت‌های آموزشی و پژوهشی
سید ستار هاشمی بیش از ۱۵۰ مقاله علمی در مجلات معتبر دانشگاهی نظیر واکینس ژورنال، آی‌تریپل‌ئی اکسپلور و اشپرینگر ساینس+بیزینس مدیا و همچنین کنفرانس‌های شاخص بین‌المللی در حوزهٔ فناوری اطلاعات و مهندسی کامپیوتر به چاپ و ارائه رسانده است که براساس پایگاه داده گوگل اسکالر بیش از ۴۴۰۰ استناد بین‌المللی به مقالاتش صورت گرفته است و شاخص اچ ایندکس وی برابر با ۳۳ است. همچنین وی در بخش آموزش، به تدریس موضوعاتی همچون امنیت سامانه‌های اطلاعاتی، سامانه‌های هوشمند، سیستم‌های اطلاعات مدیریت، سیستم‌های پشتیبان تصمیم مهندسی و ساختار داده، تئوری بازی‌ها می‌پردازد.

### عملکرد
ستار هاشمی از جمله افراد تأثیر گذار در تأسیس انجمن هوش مصنوعی و اقتصاد دیجیتال ایران بود و در اجرای این موضوع نقش فعالی داشت. از آن‌جا که تحصیلات هاشمی در زمینه هوش مصنوعی است به مسائل نگاهی فناورانه دارد و این نگاه را در سازمان ثبت هم اعمال کرد و تلاش کرد تا در این سازمان تا سیستم سنتی کم‌کم برچیده شود. یکی از کارهای او در این سازمان الکترونیکی شدن اسناد ملکی و الکترونیکی شدن سند ازدواج بود. ثبت امضای دیجیتال یکی دیگر از اقدامات ستار هاشمی سازمان ثبت اسناد و املاک کشور بود.

## جوایز
- مدیر برتر کشوری قوه قضاییه در سال ۱۴۰۲[۱۱]
- قرار گرفتن در فهرست ۲ درصد دانشمند برتر دنیا براساس شاخص‌های استنادی اِلزویر در سال ۲۰۲۲[۱۲]
- استاد نمونه آموزشی و پژوهشگر برتر دانشکده مهندسی برق و کامپیوتر دانشگاه شیراز